# Gunnar Ericsson
Ne doit pas être confondu avec Gunnar Eriksson.
Gunnar Ericsson (né le 29 juin 1919 à Stockholm et mort le 24 décembre 2013 à Mölle) est un homme d'affaires, responsable sportif et politicien du parti libéral suédois.

## Biographie
Il est le fils d'un homme d'affaires, Elof Ericsson (sv). Il est diplômé de l'École d'économie de Stockholm. Plus tard, il rejoint l'AB Åtvidabergs Industrier (plus tard Facit AB), qui est alors dirigé par son père. Gunnar Ericsson en devient le directeur général de 1957 à 1970, puis président du conseil de 1970 à 1982. En 1972, il doit céder le contrôle de l'entreprise à Electrolux.
De 1969 à 1972, il est membre du Riksdag.
Parallèlement à ses activités politiques et commerciales, il finance le Åtvidabergs FF, est le président de la Fédération suédoise de football de 1970 à 1975 et est membre du Comité international olympique de 1965 à 1996 ; de 1996 à 2013, il en est membre honoraire. En 1970, il est élu membre de l'Académie royale des sciences de l'ingénieur de Suède.
Il meurt le 24 décembre 2013, à l'âge de 94 ans à Mölle.